# NGC 4870
NGC 4870 ist eine 14,6 mag helle Spiralgalaxie vom Hubble-Typ Sa im Sternbild der Jagdhunde. Sie ist schätzungsweise 477 Millionen Lichtjahre von der Milchstraße entfernt.
Sie wurde am 1. April 1878 von Lawrence Parsons entdeckt.